# Emerson Cesario
Emerson Cesario, còn gọi là Emerson (sinh ngày 16 tháng 2 năm 1990) là một cầu thủ bóng đá hiện đang chơi cho câu lạc bộ Chiangrai United trong khuôn khổ giải Thai Premier League.
Emerson sinh ra tại Campo Mourão, Brazil có tổ tiên là người Đông Timor. Anh là thủ môn của đội tuyển quốc gia Đông Timor. Thành tích tốt nhất của anh là khi thi đấu với đối thủ là Việt Nam tại trận đấu thứ ba của SEA Games 2011, mặc dù đội bóng của anh bị thua trận.